# Ralf Waldmann

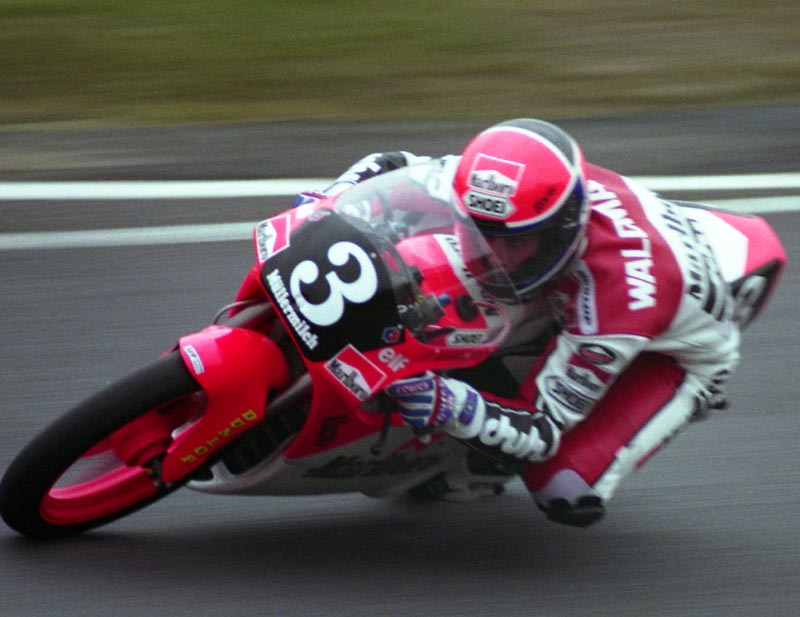
Ralf Waldmann op het Suzuka International Racing Course in 1992.

Ralf Waldmann (Hagen, 14 juli 1966 – Ennepetal, 10 maart 2018) was een Duits motorcoureur. Hij heeft een bijzonder record in handen, met twintig Grand Prix-zeges is hij de coureur met het meeste aantal overwinningen zonder ooit wereldkampioen te zijn geworden.

## Loopbaan
Waldmann debuteerde in 1986 in de 80cc-klasse van het wereldkampioenschap wegrace met een wildcard in de Grand Prix van Baden-Württemberg op een Rieju, nadat hij dat jaar het Duitse 80cc-kampioenschap won. In 1987 nam hij deel aan vier races van het kampioenschap op een Seel en behaalde zijn eerste punt met een tiende plaats in de Grand Prix van Duitsland. Nadat hij in 1988 opnieuw een wildcardrace reed in Duitsland, maakte hij in 1989 zijn fulltime debuut in de 80cc en eindigde als veertiende. Hiernaast reed hij ook de laatste drie races in de 125cc-klasse, maar viel in alle races uit. In 1988 en 1989 boekte hij ook twee overwinningen in de 80cc-klasse van het Europees kampioenschap wegrace. In 1990 stapte hij, na het einde van de 80cc, fulltime over naar de 125cc op een JJ Cobas. Zijn grote doorbraak kwam toen hij in 1991 overstapte naar een Honda. Hij won hier de Grand Prix van Duitsland en de TT van Assen en eindigde achter Loris Capirossi en Fausto Gresini als derde in het kampioenschap. In 1992 won hij drie van de eerste vier races van het seizoen in Japan, Australië en Spanje, maar mindere resultaten in de rest van het seizoen zorgden ervoor dat hij achter Alessandro Gramigni en Gresini opnieuw derde werd in het kampioenschap. In 1993 behaalde hij in de laatste race in de Grand Prix van de FIM zijn enige overwinning van het seizoen en sloot het kampioenschap als vierde af.
In 1994 maakte Waldmann de overstap naar de 250cc-klasse en bleef hierin op een Honda actief. In Italië won hij zijn eerste race in de klasse en met nog een podiumplaats in Tsjechië sloot hij het seizoen af op de vijfde plaats. In 1995 won hij races in Australië, Japan en Frankrijk en werd achter Max Biaggi en Tetsuya Harada derde in het kampioenschap. In 1996 en 1997 eindigde hij beide jaren met vier overwinningen als tweede in het kampioenschap achter Biaggi. Door zijn resultaten kreeg hij in 1998 een aanbod van Kenny Roberts een aanbod om dat jaar op een Modenas voor diens team te rijden in de 500cc, maar de competitie was te sterk en in 1999 keerde hij terug naar de 250cc op een Aprilia. In 2000 behaalde hij zijn laatste overwinningen in Spanje en Groot-Brittannië. Bij deze laatste overwinning reed hij op een gegeven moment een ronde achter de leider, maar haalde in de laatste bocht Olivier Jacque in om de race te winnen. Aan het einde van het seizoen nam hij een sabbatical en in 2002 reed hij in de TT van Assen en de Grands Prix van Duitsland en Tsjechië met een wildcard, om aan het einde van het jaar zijn afscheid aan te kondigen.
In 2003 kwam Waldmann oorspronkelijk terug van zijn beslissing om te stoppen en tekende voor het MotoGP-team Harris WCM, maar verliet het team alweer voor het begin van het seizoen nadat hij zich niet aan kon passen aan de viertaktmotoren. In 2005 reed hij een wildcardrace in het wereldkampioenschap superbike in zijn thuisrace op de Lausitzring op een Honda. Hij viel echter uit in de eerste race en nam niet deel aan race 2. Sinds 2008 is hij de teammanager van Grizzly Gas Kiefer Racing, dat uitkomt in de 125cc- en later de Moto3-klasse. In 2009 kocht hij samen met eveneens coureur Martin Wimmer het motorfietsmerk MZ van de Maleisische Hong Leong Group voor een geschat bedrag van vier miljoen euro. Dat jaar maakte hij ook een eenmalige terugkeer in de 250cc-klasse op een Aprilia als vervanger van de geblesseerde Vladimir Leonov in de Grand Prix van Groot-Brittannië, maar viel uit in deze race.
Ralf Waldmann overleed op 10 maart 2018 op 51-jarige leeftijd, waarschijnlijk ten gevolge van een hartaanval.